# Мозер, Иоганн Генрих

Бюст Иоганна Генриха Мозера в Шаффхаузене

Иога́нн Ге́нрих Мо́зер (нем. Johann Heinrich Moser; 12 декабря 1805, Шаффхаузен — 23 октября 1874, Баденвайлер) — швейцарский часовщик, основатель фирмы «Генри Мозер и Ко» («Henry Moser & Cie»).

## Биография
Иоганн Генрих Мозер — потомственный часовщик, младший сын в многодетной семье. Не увидев перспективы в своём родном городе, он покинул родительский дом, чтобы продолжить обучение в Ле Локле. Он стал владельцем собственной мастерской в Ле Локле по производству часов и часовых деталей и стремился расширить этот бизнес, впоследствии открыв магазин, а затем и сборочное производство в России.

## Фирма

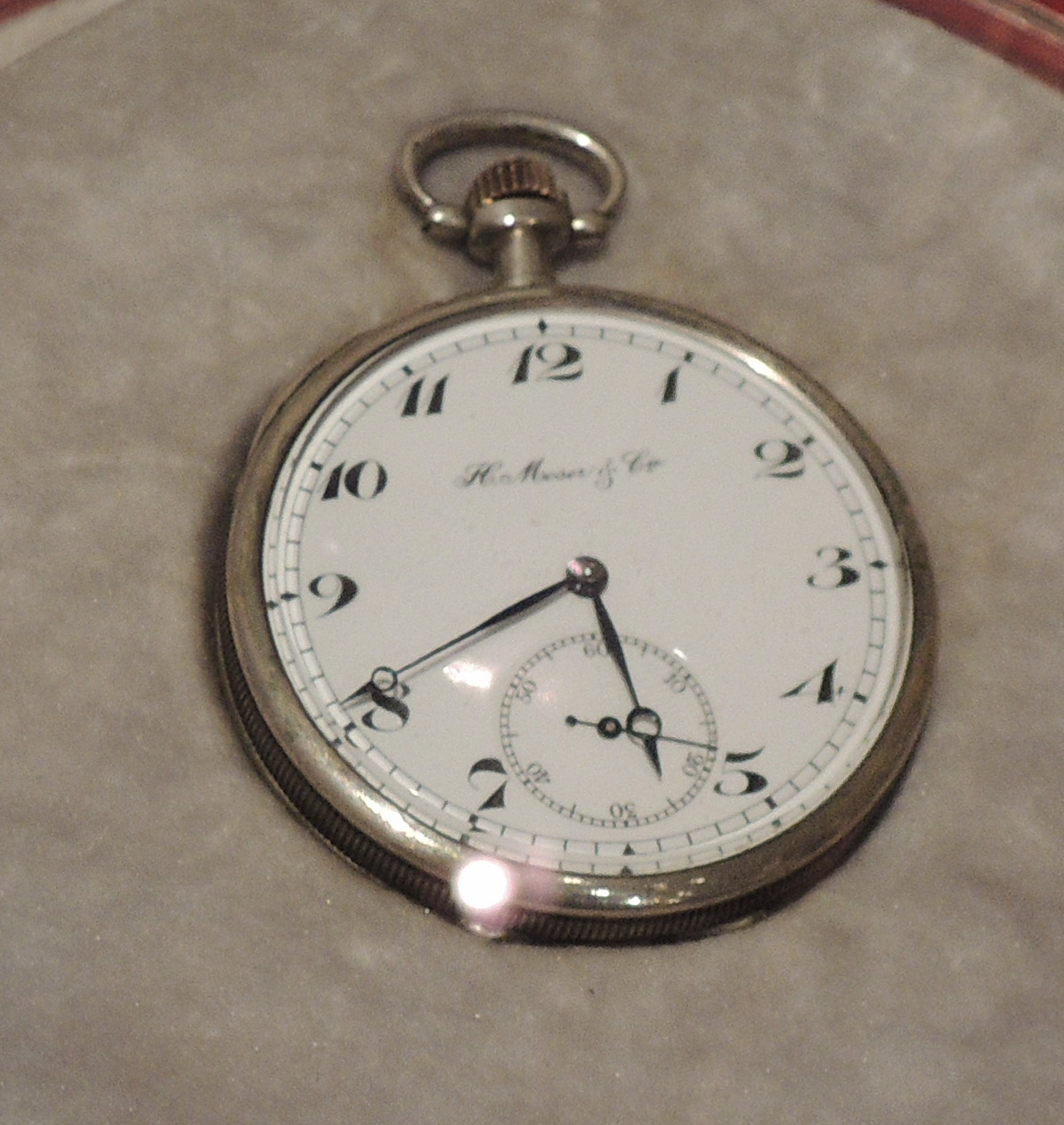
Часы Ленина. Фирма «Г. Мозер и Ко». № 225590. Швейцарская сборка в России (1900-е гг.). Серебро. ГИМ

Мозер появился в России в 1820-е годы, а в 1826 году создал часовую мастерскую в Санкт-Петербурге, несколько изменив звучание своего имени на английский манер — Henry Moser. Уже в 1828 году Г. Мозер открыл торговое представительство в Петербурге; первые изготовленные там золотые часы, имевшие серийный номер 12, были преподнесены в дар Императору Николаю I. В 1839 году был открыт Торговый Дом в Москве и магазины часов «Г.Мозер». Все составляющие детали часов «Мозер» заказывали в мастерских Ле-Локля, а в Петербурге из них собирали часы. При этом некоторые корпуса и циферблаты изготавливались в Петербурге. Затем появились магазины в Москве, Киеве и представительство на Нижегородской ярмарке, через которую часы попадали в Азию. Специально для своего бизнеса в России Мозер приобрёл фабрику в Ле Локле. Почти все детали производились в Швейцарии, лишь некоторые циферблаты и корпуса изготовлялись в Санкт-Петербурге. Фирма выпускала карманные, наручные, настенные, настольные, часы для моряков, солдат, для людей, потерявших зрение, для бедных и богатых. Механизмы Мозера использовал Фаберже.
В 1874 году на семидесятом году жизни Генри Мозер скончался, оставив право управления компанией своей второй жене Фанни. В 1877 году она передала все дела в России мистеру Винтерхальту, а фабрику в Ле Локле возглавил Пол Жерар. Согласно договору эти компании должны были проводить все операции под зарегистрированной маркой «Генри Мозер и Ко» или «Henry Moser & Cie». Швейцарская часть бизнеса была впоследствии известна как «Международная Часовая Компания» (IWC).